# Titanska kiselina
Titanska kiselina je opšte ime za familiju hemijskih jedinjenja elemenata titana, vodonika, i kiseonika, sa opštom formulom . Neke jednostavne titanske kiseline su identifikovane, kao što su metatitanska kiselina (
2
3), i ortotitanska kiselina (
4
4).
Ovo amfoterna jedinjenje je nerastvorno u vodi. Hidroksidi alkalnih i zemnoalkalnih metala reaguju sa njom i formiraju sali, npr. stroncijum titanat. 